# Andrée Touré
Andrée Touré, née Andrée Kourouma en 1934 à Macenta en Guinée, est la fille d'un médecin militaire français et d'une Guinéenne, et l'épouse du président de la République guinéenne Ahmed Sékou Touré, de 1953 jusqu'au décès de celui-ci en 1984. Elle est la première Première dame de Guinée de l'histoire de la république de Guinée et, ce, pendant un quart de siècle.
Bien qu'elle se soit montrée assez discrète dans son rôle de Première dame, elle est arrêtée ainsi que son fils et leurs biens sont confisqués, lorsque survient un coup d’État quelques jours après la mort de son mari. 
Elle reste en prison quatre ans, puis quitte la Guinée, et reviendra s'y installer douze ans plus tard.

## Biographie
Elle naît en 1934 du médecin militaire français, Paul Mary du Plantier, et de Kaïssa Kourouma, native de Guinée. Andrée utilise jusqu'à son mariage le nom de famille de sa mère, pratique courante pour les « mariages coloniaux ». Son père quitte la Guinée, au déclenchement de la Seconde Guerre mondiale, alors qu'elle est enfant. Elle reste sur place et est élevée à Kankan dans la famille de son oncle, Sinkoun Kaba. Après son certificat d'études primaires obtenu à douze ans en 1946, elle suit des cours du collège des jeunes filles de Conakry, école tenue par des sœurs de Saint-Joseph de Cluny. Elle en sort avec le brevet élémentaire puis devient secrétaire de l'association des femmes de l'Union française.

### Rencontre avec Sékou Touré
Chez son oncle Sinkoun Kaba, elle fait la connaissance de Sékou Touré. Celui-ci vient faire à Kankan sa demande officielle de mariage. Un lien existe entre les familles puisque le grand-père maternel d'Andrée a été élevé chez l'almamy Samory Touré. Le mariage est à la fois arrangé par les deux familles, comme il est de tradition à l'époque, et souhaité par les deux futurs époux.
Il est décidé, en dépit d'obstacles. Ainsi, l'influente Union des métis d'alors aurait tenté de s'opposer, sans succès. De son côté, Ahmed Sékou Touré souhaite soumettre son choix au comité directeur de son parti, le Parti démocratique de Guinée, et adresse en même temps un courrier aux militants de l'Union générale des travailleurs d'Afrique noire. Il souhaite également se marier à la cathédrale Sainte-Marie de Conakry, Andrée étant encore à l'époque catholique, mais il n'arrive pas à convaincre Mgr Michel Bernard, vicaire apostolique de Conakry, de célébrer cette union. Le mariage religieux est alors célébré le 18 juin 1953, selon les rites musulmans, à la grande mosquée de Kankan en l'absence des époux, comme le permet la pratique musulmane d'alors. Sékou Touré n'en est pas à sa première union. Il s'était marié une première fois en 1944 avec une jeune Guinéenne illettrée, Binetou Touré. Le mariage avait été rompu le 4 juillet 1947, puis il s'était remarié le 9 janvier 1948 avec une jeune femme catholique d'origine sénégalaise, Marie N'Daw, qui travaillait comme lui aux PTT de l'administration française, avec, là encore, un divorce prononcé à la fin de l'année 1952.
Les mariés s'installent momentanément dans le quartier de Sandervalia, avant de s'établir en 1953 dans la résidence attribuée au maire de Conakry, près de l'hôtel de ville. Ils traversent ensemble la période de l'accès du pays à l'indépendance et des années de l'exercice du pouvoir.

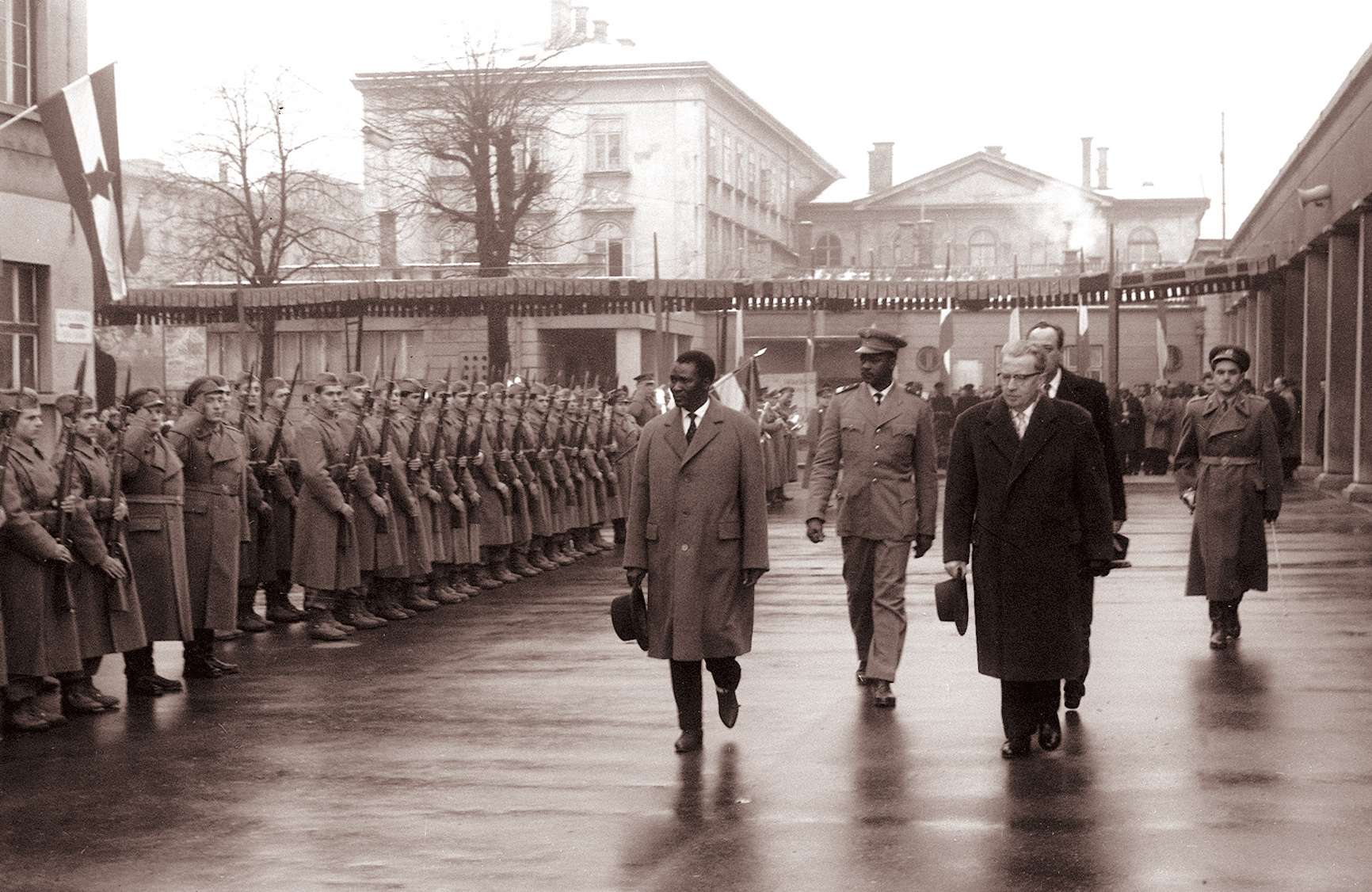
Ahmed Sékou Touré en 1961 à Ljubljana.

## Première dame
Après l'accession de la Guinée à l'indépendance, Andrée Touree ne participe pas à la politique guinéenne, mais cherche à affirmer un rôle social. Elle se convertit à l'islam, se tient à côté de son mari et le représente dans certaines réceptions. Dans les années 1960-1970, elle se rend plusieurs fois en RFA, notamment pour des soins, ce qui prend une certaine importance dans le cadre du développement des relations diplomatiques entre l'Allemagne de l'Ouest et la Guinée. Le 2 octobre 1970, elle est d'ailleurs présente à Bonn aux côtés de l'ambassadeur Seydou Keita, un parent.
De leur union naît, en mars 1961, leur unique fils, prénommé Mohamed Touré (d).

### Exile et retour en Guinée
À la mort de son mari le 26 mars 1984, elle est arrêtée, ainsi que son fils, et ses biens sont confisqués. En 1987, elle est condamnée à huit ans de travaux forcés, et libérée début janvier 1988. Elle est autorisée à quitter le pays,. Elle gagne le Maroc, puis la Côte d'Ivoire et le Sénégal, puis revient en Guinée en 2000. Elle s'attache dès lors à défendre le bilan de son défunt mari, le rôle de celui-ci dans l'établissement de l'État guinéen, ses choix politiques, oubliant en revanche qu'il s'était aussi octroyé le droit de vie et de mort sur ses compatriotes, par exemple la secrétaire d'État Loffo Camara, qu'elle a connue personnellement et qui a été exécutée. Son fils Mohamed Touré (d) devient le secrétaire général du parti fondé par son père, le Parti démocratique de Guinée. Lui et son épouse Denise, qui vivent avec leurs enfants aux États-Unis, sont condamnés en 2018 par la justice du Texas à une peine de 7 ans de prison pour travail forcé de leur employée de maison guinéenne Djenna Diallo. Andrée se mobilise pour le versement des dommages et intérêts de 300 000 dollars à la victime et pour leur libération anticipée,. En décembre 2024, il est libéré après cinq ans de detention.

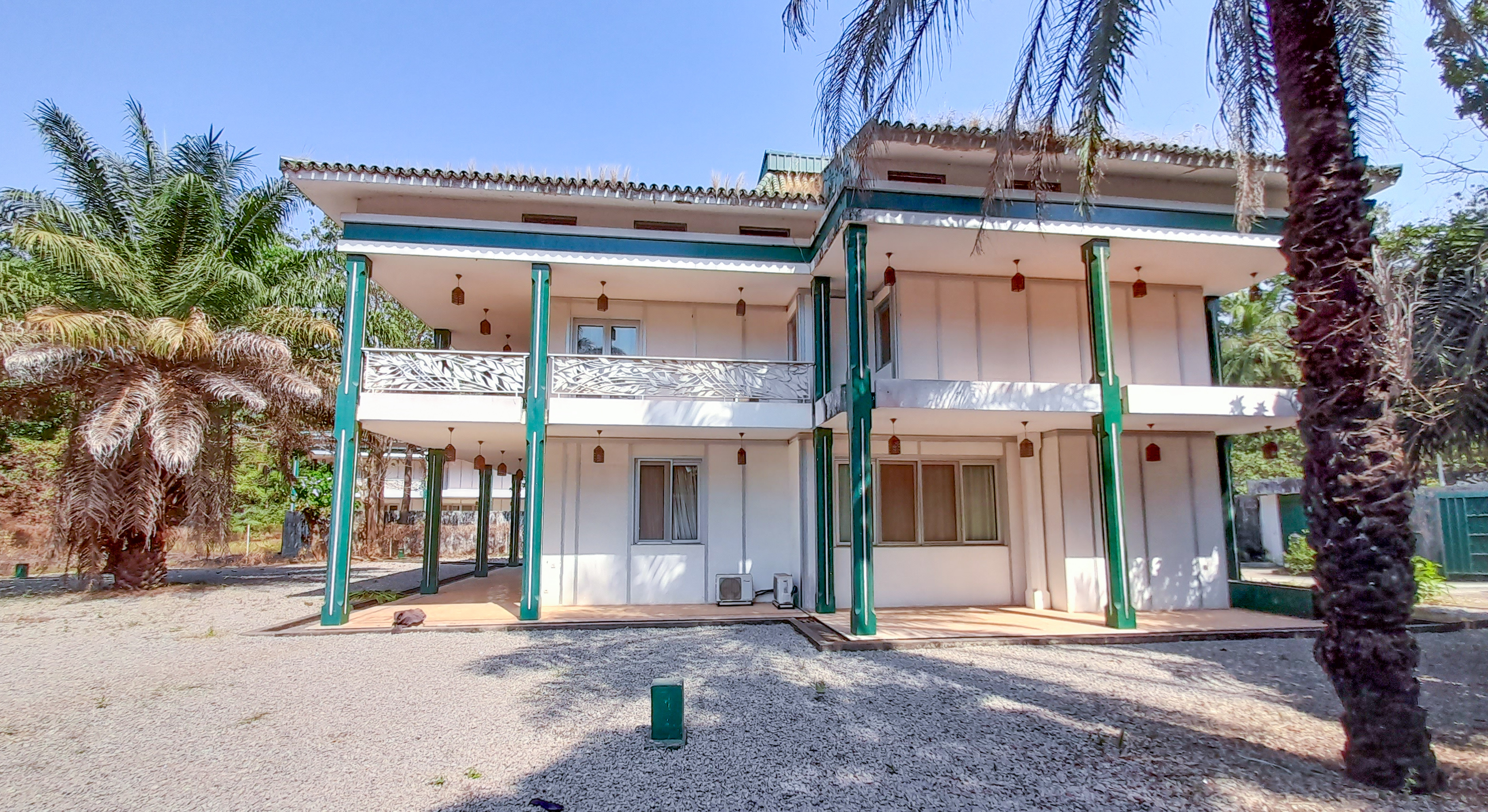
Villa des casses de la Belle-vue en 2021.

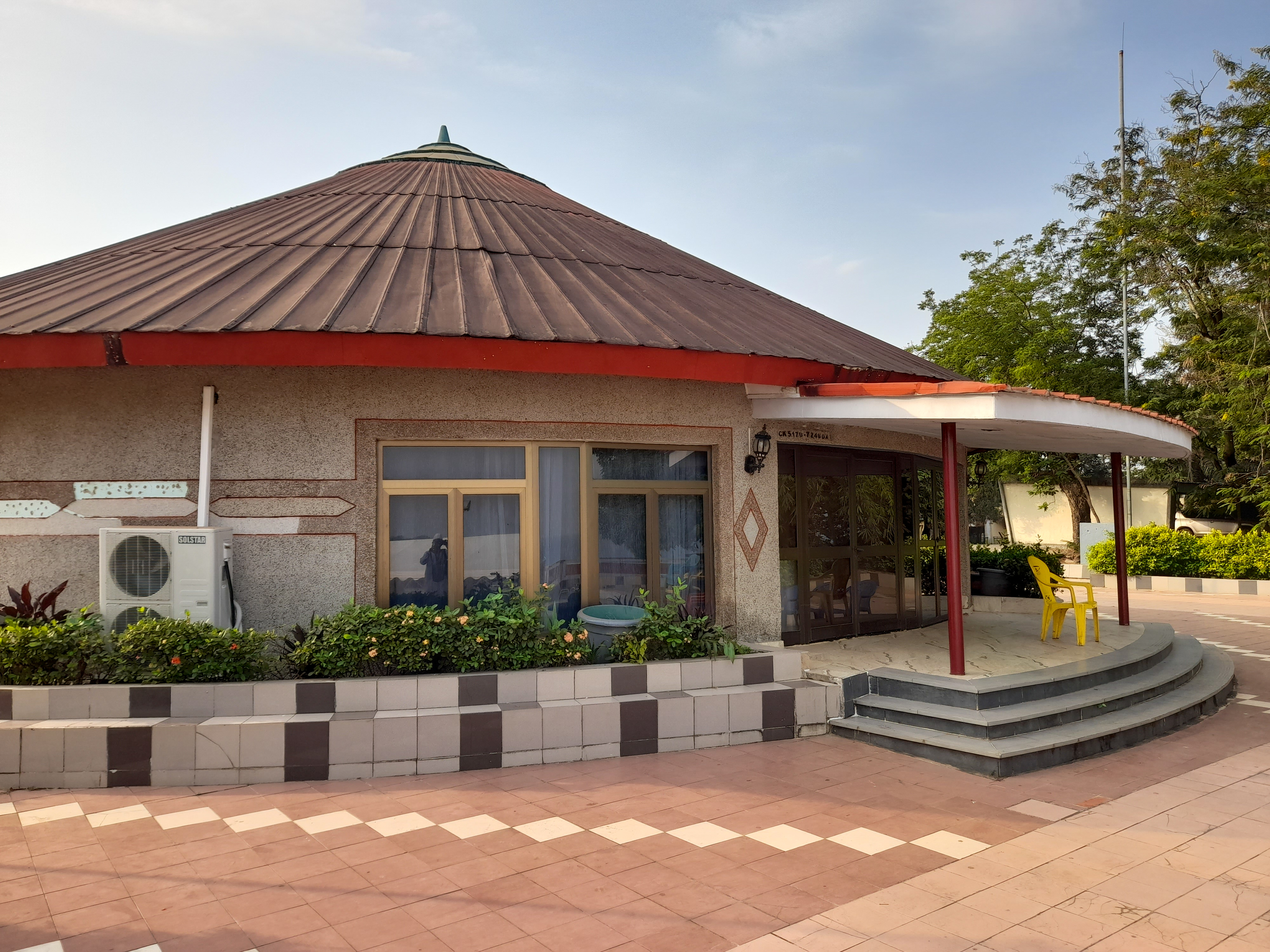
Casse de villa Sylli de Belle vue en 2021.

### Sous Mamadi Doumbouya
Le 28 septembre 2021, le colonel Mamadi Doumbouya lui rend visite, une première depuis son retour d'exil en 2000. Par décret, le Mamadi Doumbouya restitue les villa Syli de Belle Vue aux héritiers de Sékou Touré. Le 17 janvier 2023, elle participe, en tant qu’invitée spéciale de la république islamique d’Iran, à une rencontre internationale de Premières dames. Quarante deux ans après sa dernière visite avec le président Ahmed Sékou Touré à Téhéran, le 4 mars 1981, comme médiateur en chef de pourparlers iraniens. Reçu[Qui ?] respectivement par le guide suprême de la révolution iranienne, l'ayatollah Khomeiny et Ali Khamenei, président de l'Iran.
En 2024, elle accepte le transfert des archives privées d'Ahmed Sekou Touré aux Archives nationales de Guinée. Elle rencontre régulièrement des personnes de tous âges venus lui rendre visite.

## Ouvrage
- Ma Vie auprès de d’Ahmed Sékou Touré, publié en 2023 par L'Harmattan Guinée[20].